# Ca l'Amorós (Fortià)
Ca l'Amorós és un edifici del municipi de Fortià (Alt Empordà).

## Descripció
Casa de planta baixa i pis situada al bell mig de la població entre el nucli de l'església i el del camí ral. Fins fa pocs anys presentava una coberta a doble vessant i una façana arrebossada amb grans carreus emmarcant els angles. Destaca la porta d'entrada amb gran llinda ben escairada amb la inscripció "Sabrià Amorós 162[?]". Són destacables els baixos de l'immoble, tots amb sostre de volta catalana.
A finals del segle XX la casa va ser modificada en la seva part mes elevada, trencant la coberta a doble vessant amb l'afegit d'un cos central. A les finestres també se'ls va afegir una llinda de maons. A l'est de la casa hi ha un paller que tanca el gran pati que dona a la plaça de l'Empordà i l'avinguda de Teresa de Pallejà. A la part inferior del portal d'entrada pel carrer Tramuntana hi ha la inscripció "Fransesch Amorós 1689".

## Història
La casa va ser bastida o reconstruïda per la família Amorós al segle xvii, que l'havia adquirit un segle abans. El mas dels Amorós era una de les poques propietats sota domini de la Comanda del Temple a Fortià, com també les cases adjacents a ell. Actualment és un habitatge.